# Бегалин, Куаныш Багитжанович
Куаны́ш Багитжа́нович Бега́лин (5 сентября 1992, Экибастуз, Казахстан) — казахстанский футболист, нападающий.

## Карьера
Воспитанник экибастузского футбола. Первый тренер — Е. Н. Скоробогатский. В 2010 году начинал профессиональную карьеру в родном городе. В сезоне 2013 пополнил состав павлодарского «Иртыша» и стал лучшим бомбардиром клуба по итогам чемпионата (5 голов).

## Достижения
- Лучший футболист Первой лиги Казахстана: 2012
- Лучший бомбардир Первой лиги Казахстана: 2012 (22 мяча)

## Ссылка
- Профиль на сайте ФК «Иртыш» (рус.)